# In Qontrol
In Qontrol was een Nederlands dancefeest georganiseerd door Q-dance. Het werd sinds 2004 elk voorjaar in het RAI-gebouw in Amsterdam gehouden. De stijl van de muziek varieerde van (trance)-house via hardstyle en jumpstyle tot hardcore.
De line-up voor de editie van 2007, die de tagline Sound Expander meekreeg, bestond onder andere uit: DJ Pavo & Zany, Technoboy, Headhunterz, DJ Isaac, Evil Activities, Endymion, Catscan, Miss Djax, Da Boy Tommy, Robin Albers, The Prophet, DJ Darkraver, Daniele Mondello, DJ Luna en Yves Deruyter. DJ Dana draaide in de VIP-room.
In Qontrol kreeg in 2008 het thema "The Last City On Earth" mee, wat ook het anthem is geworden van deze editie, namelijk Donkey Rollers - The Last City On Earth.
In 2009 is er gekozen voor het thema "CTRL.ALT.DELETE". Het anthem werd gemaakt door de Noisecontrollers.
Op 17 april 2010 heeft In Qontrol het thema "SAVE.EXIT.PLANET", in de trailer gaat het over hoe de mensen de aarde vernietigen. Ook deze keer kreeg het anthem de naam van het thema, SAVE.EXIT.PLANET, door Frontliner.

## Btw-verhoging
Door de bezuinigingen op de cultuur- en mediabegroting ging de btw op toegangskaartjes van 6% naar 19%. Deze ontwikkeling heeft ertoe geleid dat Q-dance heeft besloten geen In Qontrol meer te organiseren.

## Edities
- 2004: 10 april - /
- 2005: 19 maart - 2012
- 2006: 15 april - Flash Forward
- 2007: 14 april - Sound Expander
- 2008: 19 april - The Last City on Earth
- 2009: 25 april - Ctrl.Alt.Del.
- 2010: 17 april - Save.Exit.Planet

## Anthems
- 2004: Sa.Vee.Oh – Loop Hole
- 2005: Tommy Pulse – The Answer
- 2006: Thalamus – Flash Forward
- 2007: Pila & The Scientist vs A*S*Y*S – Sound Expander
- 2008: Donkey Rollers - The Last City on Earth
- 2009: Noisecontrollers - Ctrl.Alt.Del
- 2010: Frontliner - Save.Exit.Planet